# Vražné
Vražné – gmina w Czechach, w powiecie Nowy Jiczyn, w kraju morawsko-śląskim. Według danych z dnia 1 stycznia 2012 liczy 851 mieszkańców.
Gmina w obecnym kształcie powstała w 1953 z połączenia trzech gmin: morawskiej Dolní Vražné, śląskich Horní Vražné i Hynčice.
Pierwsza wzmianka o miejscowości Vražné pochodzi z 1282. Dolní Vražné pierwotnie należało do księstwa opawskiego, lecz jako część klucza fulneckiego w 1480 roku została przepisana do Moraw.